# Léo Kaneman
Léo Kaneman est un réalisateur et scénariste franco-suisse, né en 1939 à Saint-Amand-Montrond, en France.

## Biographie
Il est né en 1939, d'un père militant communiste, juif polonais, arrêté à Paris par la police française, avant d'être livré aux Allemands puis déporté à Auschwitz d'où il ne revint pas. Devenu décorateur, Léo Kaneman s'installe à Genève. Mais les événements de mai 1968 l'amènent à remettre en cause son parcours. Proche de la mouvance autonome, il participe à ces événements entre Paris et Genève, puis vit en communauté.
Parallèlement à des études de cinéma de 1975 à 1979 à l'université de Paris VIII, il prépare un DEA d’écologie humaine à l’Université de Genève et il est journaliste au mensuel Tout Va Bien. Il collabore ensuite au Centre d’Animation Cinématographique de Genève en tant que programmateur et il enseigne durant 7 ans la photo et la vidéo ainsi que la « pratique et théorie du cinéma » à l’École d’Architecture de l’Université de Genève. Il tourne un premier film documentaire en 1979, De la ville à l'asile, puis, en 1983, un court-métrage de fiction La nuit de Fuseki.
En 1984, il prend la responsabilité de Fonction : Cinéma, l’association genevoise pour le cinéma indépendant,[source insuffisante]. Une année plus tard, il est mandaté par la Télévision Suisse Romande pour organiser le « Rock Film Festival ». 
En 1995, après plusieurs collaborations avec le Festival du Film de Genève, Léo Kaneman fonde le Festival international « Cinéma Tous Ecrans » et en assure la direction artistique jusqu'à la fin 2009,.
En 2003, il fonde et codirige avec Yaël Reinharz Hazan le Festival du film et forum international sur les droits humains de Genève,,, dont il devient le directeur général en 2011.

## Filmographie
Courts métrages
- 1979 : De la ville à l’asile (documentaire)
- 1983 : La nuit de Fuseki, avec Richard Bohringer
- 1984 : Eté 84
- 1986 : Le Temps d’une cigarette

Long métrage
- 1992 : Pierre Qui Brûle, avec Ute Lemper et Martin Lamotte

## Distinction
- 2015 : Chevalier de l'Ordre des Arts et des Lettres[7],[8]